# The Love Bugs
The Love Bugs est un film muet américain réalisé par Oliver Hardy et sorti en 1917.

## Fiche technique
- Titre : The Love Bugs
- Réalisation : Oliver Hardy
- Production : Louis Burstein pour Vim Comedy Film Company
- Distribution : General Film Company
- Genre : Comédie
- Dates de sortie :
  -  États-Unis : 25 janvier 1917

## Distribution
- Kate Price : Kate
- Oliver Hardy : Babe
- Ethel Marie Burton : Ethel
- Joe Cohen : Cohen
- Florence McLaughlin